# Opsomeigenia flavipalpis
Opsomeigenia flavipalpis är en tvåvingeart som först beskrevs av Henry J. Reinhard 1934.  Opsomeigenia flavipalpis ingår i släktet Opsomeigenia och familjen parasitflugor.
Artens utbredningsområde är Texas. Inga underarter finns listade i Catalogue of Life.